# Maria Zuchowicz
Maria Halina Białous-Zuchowicz (ur. 2 lutego 1930 w Warszawie, zm. 24 listopada 2020 tamże) – polska prawnik, łyżwiarka figurowa, międzynarodowy sędzia łyżwiarstwa figurowego, wiceprezes Polskiego Związku Łyżwiarstwa Figurowego, członkini Polskiego Towarzystwa Prawa Sportowego, wiceprezes Trybunału Arbitrażowego PKOl, sędzia Trybunału Sportowego w Lozannie. Była jurorką w I i II edycji w programie Gwiazdy tańczą na lodzie na antenie TVP2 (2007–2008).

## Życiorys
Urodziła się 2 lutego 1930 w Warszawie.
Od 1948 do 1952 była w łyżwiarskiej kadrze narodowej. Wieloletnia komentatorka zawodów łyżwiarskich dla TVP.
Postanowieniem prezydenta RP Bronisława Komorowskiego z 30 czerwca 2015 została odznaczona Krzyżem Oficerskim Orderu Odrodzenia Polski za wybitne zasługi w działalności na rzecz przestrzegania prawa sportowego, za osiągnięcia dla polskiego ruchu olimpijskiego.
Zmarła 24 listopada 2020 w Warszawie.